# Сол Кьон Хун
Сол Кьон Хун (кор. 설경훈, 薛暻勳, 7 липня 1958) — південнокорейський дипломат. Надзвичайний і Повноважний Посол Республіки Корея в Україні та Молдові за сумісництвом.

## Біографія
Працював у ООН та інших міжнародних організаціях в Нью-Йорку і Женеві. Очолював дипломатичні місії Республіки Корея в Ірані та Кувейті.
З червня 2014 — 2016 — Надзвичайний і Повноважний Посол Республіки Корея в Україні.
11 вересня 2014 року — вручив вірчі грамоти Президенту України Петрові Порошенку..
17 вересня 2014 року — вручив вірчі грамоти Президенту Республіки Молдова Ніколає Тімофті.